# هانز راوسينغ
هانز أندرس راوسينغ، (25 مارس 1926 - 30 أغسطس 2019) رجل أعمال سويدي جمع ثروته من الميراث المشترك لشركة تترا باك ، وهي شركة أسسها والده روبن راوسينغ ، وأكبر شركة لتغليف المواد الغذائية في العالم. في أوائل الثمانينيات، انتقل راوسينغ إلى المملكة المتحدة لتجنب الضرائب السويدية، وفي عام 1995 باع حصته في الشركة لأخيه جاد. في تصنيف فوربس للثروة العالمية، احتل راوسينغ المرتبة 83 بثروة تقدر بـ 10 مليارات دولار أمريكي في عام 2011. وفقًا لمجلة فوربس، كان ثاني أغنى ملياردير سويدي في عام 2013. بحلول وقت وفاته في أغسطس 2019 ، قدرت فوربس صافي ثروة راوسينغ وعائلته بـ 12 مليار دولار.